# Fairfax (Missouri)
Fairfax – miasto w Stanach Zjednoczonych, w stanie Missouri, w hrabstwie Atchison.

## Klimat
Miasto leży w strefie klimatu kontynentalnego, wilgotnego z gorącym latem, należącego według klasyfikacji Köppena do strefy Dfa. Średnia temperatura roczna wynosi 9,5°C, a opady 838,2 mm (w tym 79 cm śniegu). Miesiącem o najwyższych opadach jest czerwiec o średnich opadach wynoszących 119,4 mm, natomiast najniższe opady są w lutym i wynoszą średnio 20,3.